# Березові шовкопряди
Березові шовкопряди (Endromidae) — родина лускокрилих комах. Включає 30 видів, що раніше належали до родини шовкопрядових (Bombycidae). Поширені в Палеарктиці.

## Спосіб життя
Самиці активні вночі. Самці літають на пошуки самиць вдень, але вночі також летять до джерел світла. Вони живуть недовго для розмноження, оскільки втратили здатність до живлення. Гусениці харчуються переважно на листках берези, але вони також трапляються на липі і в'язі.

## Роди
- Andraca Walker, 1865
- Dalailama Staudinger, 1896
- Endromis Ochsenheimer, 1810
- Falcogona Zolotuhin, 2007
- Mirina Staudinger, 1892
- Mustilia Walker, 1865
- Mustilizans J.K. Yang, 1995
- Oberthueria Kirby, 1892
- Prismosticta Butler, 1880
- Prismostictoides Zolotuhin & T.T. Du, 2011
- Pseudandraca Miyata, 1970
- Sesquiluna Forbes, 1955